# Daniel Jackson
Daniel Jackson es un personaje del universo Stargate. Aparece por primera vez en la novela, y en la película es interpretado por James Spader. Posteriormente es uno de los protagonistas de la serie Stargate SG-1, interpretado esta vez por el actor canadiense Michael Shanks.

## Evolución del personaje
Nació el 8 de julio de 1965. Sus padres, Melburn y Claire Jackson (también arqueólogos) murieron en un accidente en el Museo Metropolitano de Arte de Nueva York, cuando era niño. Padece de miopía y alergia.

### Stargate: La Película
El Dr. Jackson es un joven arqueólogo, menospreciado por la Comunidad Científica por sostener que la civilización egipcia es mucho más antigua de lo que se cree. Durante una fracasada conferencia donde expone su teoría, conoce a la anciana Dra. Langford, quien lo invita a la base militar de Montaña Creek para que intente descifrar unos símbolos desconocidos inscritos sobre unas losas de 10 000 años de antigüedad, encontradas en Egipto.
Por un golpe de suerte, se percata de que los símbolos en realidad son constelaciones que marcan un punto en el espacio. Tras comunicar su hallazgo, a Jackson se le muestra lo que yacía bajo las losas: un dispositivo circular denominado Puerta Estelar.
Pronto, Daniel forma parte del equipo que atraviesa el Portal por primera vez, y que es liderado por el coronel Jack O'Neill. Ya en el planeta, llamado Abydos, hacen contacto con un pueblo primitivo de humanos, quienes al ver el colgante con el símbolo de Ra que lleva Daniel, los toman por emisarios de aquel dios. Incluso, el jefe de la tribu ofrece a su hija, Shau'ri, como regalo a Daniel. Él, si bien de primero la rechaza, poco a poco se comunica con ella, aprendiendo así su dialecto, además de ir surgiendo un afecto mutuo entre ambos.
Al poco tiempo, el dios Ra llega en su nave, y mata a varios del grupo de la Tierra, incluyendo a Jackson. Sin embargo, Ra decide traerlo de vuelta a la vida con su avanzada tecnología para interrogarlo (sarcófago restaurador de tejidos).
A cambio de su vida, Jackson es obligado a matar a los prisioneros de la Tierra en una ceremonia pública delante de todos los nativos. Sin embargo, Daniel traiciona al extraterrestre, y con la ayuda de Skaara y otros Abydonianos libera a sus compañeros, e inician una rebelión que termina por derrotar a las fuerzas de Ra. El mismo Ra muere cuando entre Jackson y O'Neill logran recuperar una cabeza nuclear y la envían a su nave, donde es detonada.
Tras esta victoria, Daniel consigue abrir la Puerta hacia la Tierra, pero decide no regresar con el resto del equipo, debido a que desea pasar el resto de su vida en aquel lugar, junto a su esposa, Shau'ri. O'Neill entonces regresa y según previo acuerdo con Daniel, miente diciendo a sus superiores que el Dr. Jackson murió.

### Stargate SG-1
Tras un año viviendo en Abydos, Daniel se reúne con un equipo venido de la Tierra, comandado por el coronel O'Neill, e integrado además por la capitana Carter. Mientras Daniel los lleva a ver una estela donde se listan todos los planetas bajo el dominio de la raza de Ra, Apophis y un grupo de soldados Jaffa llegan al planeta y secuestran a Sha're y al hermano de ésta, Skaara. Decidido a recuperar a su esposa, Daniel regresa a la Tierra y convence al general Hammond de permitirle unirse al equipo llamado "SG-1".
La presencia de Daniel en el SG-1 servirá para entablar relaciones con otros pueblos, cuya lengua (él ha declarado dominar 27 de ellas, según afirma el general Hammond en el capítulo "200". En algunos capítulos de la serie es visto hablar español, latín, ruso, chino mandarín y alemán, además de Goa'uld y Antiguo, entre otros), y a veces cultura, Daniel conocerá. Pese a la fascinación de describir tantas civilizaciones antiguas, Jackson no olvida que su principal misión es encontrar a su esposa, que ahora es anfitriona de un Goa'uld.
Con el paso del tiempo, se va acostumbrando a trabajar con y para el Ejército, aunque siempre mantiene las distancias y sus principios.
Al cabo de un año de haber dejado Abydos, Daniel regresa y descubre allí a Sha're, embarazada de Apophis. Tras realizar el parto, Jackson toma al bebé y lo esconde para evitar que el falso dios lo utilice para sus malvados propósitos.
Al poco tiempo, Amonet secuestra a los Abydonios y se lleva al niño a Kheb. Esta información se la transmite a Daniel mediante el Aparato de mano Goa'uld, manipulando su mente y pidiendo que centre su vida en la búsqueda de la criatura. Amonet y su anfitriona Sha're morirán a manos de Teal'c.
Poco después, una mujer (Línea) intentará seducirlo, aunque su relación no resultará debido entre otros factores a la reciente viudez de Daniel. Aunque a partir de este momento, el Dr. Jackson estará más abierto a rehacer su vida sentimental pasando página definitiva a su etapa con Sha're, a quien pese a todo no olvidará jamás.
Un ataque de Apophis sobre Chulak, pone sobre aviso a los humanos de que el falso dios está buscando al Harsesis (el hijo de Sha're), y con la ayuda de Bra'tac, el Dr. Jackson y el SG-1 irán a Kheb a buscarlo. Allí Daniel conoce a Oma Desala y pronto comprende que la educación del hijo de su esposa está mejor en manos de la Madre Naturaleza.
La curiosidad por conocer más acerca de la raza de Oma y el sentido de la vida en general mantendrán a Daniel dentro del programa Stargate. Con la muerte de su profesor de Arqueología, el Dr. Jordan, se reencuentra con un viejo amor de la Universidad, que por desgracia también resulta tomada como anfitriona por el Goa'uld Osiris, lo que le marcará a la hora de actuar contra el parásito, por miedo a dañar al anfitrión.
Una llamada de Kasuf, su suegro, lleva a SG-1 a Abydos, donde se están produciendo unos extraños fenómenos que resultan estar relacionados con el hijo de Apophis y Sha're, quien se llama Shifu (en chino, maestro). Como Harsesis, posee todos los conocimientos de todos los Goa'uld, algo que el Comando Stargate quiere usar en su beneficio. Sin embargo, mediante un sueño, Shifu enseña a Daniel el peligro que supone para los humanos obtener dichos conocimientos, por la maldad que conllevan.
Esta experiencia le hará cambiar y ver las cosas desde un punto más humano y humanitario, abandonando un poco una actitud demasiado militar que había ido adquiriendo. Sus dotes como psicólogo servirán, por ejemplo, para tratar con la androide Reese, la creadora de los replicantes. Además, volverá a sus orígenes de lingüista cooperando con el equipo ruso en la traducción del ziggurat de Marduk.
Su humanismo llega al extremo de arriesgar su vida por salvar la de unos científicos de Kelowna. Como consecuencia de su sacrificio heroico se contaminará con radiación llegando a un encuentro cercano a la muerte, donde se le aparece Oma Desala que le ofrece ascender a un plano superior de existencia.
Durante el año que permanece en dicho estado ascendido, su puesto en el SG-1 será ocupado por Jonas Quinn, científico nativo de Kelowna. Como miembro de «los Otros», adquirirá conocimientos de la raza de los Antiguos, que usará en contra de las normas para ayudar a Jack y a Teal'c.
Cuando Anubis amenazó con destruir Abydos, Daniel descendió al romper las normas intentando detener al Goa'uld. Volverá a su forma humana y sin recuerdos de su etapa como Ascendido, así como una amnesia temporal. Poco a poco volverá a hacerse a la dinámica del SG-1, que ahora busca la Ciudad Perdida de Atlantis, que el propio Daniel les había mencionado en Abydos.
También se dedicará a buscar un modo de derrotar a las fuerzas Kull de Anubis, y terminará secuestrado en Centroamérica junto al Dr. Lee mientras buscaban la fuente de la Eterna Juventud.
Su conocimiento de los Constructores de Puertas y el latín le servirán para ayudar a Jack cuando posee de nuevo los conocimientos de los Antiguos y encontrar la Ciudad Perdida.
Tras derrotar a Anubis en la batalla de la Antártida, volverá allí para estudiar el Puesto Avanzado de los Antiguos y su tecnología. Descubrirá finalmente la dirección que lleva a Atlantis, aunque Jack no le deja ir en el equipo de la expedición que cruzará a la galaxia Pegaso.
El cuerpo etéreo de Anubis le poseerá, al igual que a otros miembros del SGC, durante el intento de este de tomar un anfitrión y volver a las andadas.
Durante una misión de rescate a Pegaso con la nave Prometheus, la nave es secuestrada por una mujer, disfrazada como Kull, de procedencia e intenciones dudosas. Daniel será el único tripulante que quede a bordo de la nave, y logrará recuperar el control de la nave y rescatar a la tripulación, aunque no consiga su objetivo de llegar a Atlantis.
Su conocimiento y contacto con los rusos, le servirán para ir a rescatar a Kinsey -poseído por un Goa'uld- y evitar una guerra nuclear entre la Federación Rusa y los Estados Unidos.
En un intento fallido por detener a la Replicante, Daniel volverá al limbo de la muerte, con forma de cafetería, y allí Oma Desala le plantea de nuevo la Ascensión. Daniel duda, pues desea ayudar a su equipo a salvar la galaxia.
Durante esta estancia entre los Antiguos Ascendidos, descubrirá a Anubis y conseguirá que Oma, quien le hizo ascender, se enfrente a él y le aparte del plano terrenal, dándole así la ventaja y la victoria a los Jaffa que combatían contra sus tropas.
Al desaparecer Oma, Daniel no puede ascender, y termina descendiendo en el Comando Stargate.
Investigando en la herencia que la recién fallecida Dra. Langford le había dejado, descubre que Ra poseía un Módulo de Punto Cero (ZPM) aunque no conocía su verdadera utilidad. Convence a Jack para usar el Puddle Jumper para volver al pasado y recuperarlo cargado. Aunque no consiguen volver, por lo que se ven obligados a permanecer en el pasado. La influencia del SG-1 en esta época propiciará la rebelión de los humanos contra el falso dios, así como instruir a algunos coetáneos en la lengua inglesa.
Desgraciadamente, la rebelión no termina como la Historia contaba y Ra se lleva la Puerta. Así que deciden dejar un vídeo para el futuro en el que explican cómo era el curso real de la Historia para que sus 'yo' futuros puedan restaurar la línea temporal.
El Daniel alternativo era un profesor de inglés básico para inmigrantes, ya que al no descubrirse el Stargate no viajó a Abydos y dado que sus teorías tampoco eran aceptadas en esta realidad tuvo que dedicarse a otras actividades. Cuando le llaman por el descubrimiento de una cámara de video en la cual se narran los hechos del viaje en el tiempo, descubre junto con la Samantha Carter alternativa la localización exacta de la segunda puerta en el antártico, donde suponía que estaba tras analizar una tablilla presuntamente cincelada por él en el antiguo Egipto. Cuando viaja por la puerta junto con un equipo de la tierra es capturado y convertido en anfitrión por Apophis para obtener información y más tarde asesinado al descubrirse el engaño.

### Retroactividad continua del episodio "1969"
En el episodio de Stargate titulado "1969", luego de viajar en el tiempo a agosto de 1969 y buscando una forma de volver a 1999, Daniel Jackson y Samantha Carter contactan a Catherine Langford, quien vive en Nueva York. Durante la conversación, en la que hablando en alemán Daniel se hace pasar por el hijo del arqueólogo Heinrich Grüper, con el que el Dr. Langford (padre de Catherine) había trabajado en 1928, mencionando también el accidente de su novio, Ernest Littlefield, ocurrido en 1945; todo con el propósito de obtener la ubicación de la puerta estelar. Este evento, junto con la activación del portal atestiguado por policías miliares, conllevan a que Catherine pueda reabrir el proyecto de 1945. Se asume que, al ver una foto de la conferencia sobre el antiguo Egipto que el Dr. Jackson dictará, que se ve en la película, Catherine reconoce a Daniel y lo busca, ya que para ese momento la Capitán Samantha Carter (a quien también había reconocido) teorizó la posibilidad de curvar el tiempo-espacio con el portal, luego de crear el programa para hacerlo funcionar.